# Obróbka forsowna
Obróbka forsowna – sposób obróbki błony fotograficznej polegający na zmianie czasu lub temperatury obróbki (gł. dotyczy to wywoływania) materiałów, które zostały celowo naświetlone tak, jakby miały czułość niższą (ang. pull) lub częściej wyższą (ang. push) od nominalnej.
Zadaniem obróbki forsownej jest uzyskanie obrazu możliwie zbliżonego do tego, który można by uzyskać podczas standardowego naświetlenia i wywołania materiału fotograficznego.
Obróbka forsowna wpływa na wielkość ziarna oraz kontrast obrazu. Przy obróbce forsownej "podwyższającej" czułość uzyskuje się ziarno większe od nominalnego dla danej błony oraz wyższy kontrast i odwrotnie przy "obniżaniu" czułości ziarno jest mniejsze a kontrast spada.